# 로런스 피시번
로런스 피시번(Laurence Fishburne, 1961년 7월 30일 ~ )은 미국의 영화와 텔레비전 배우이며, 영화 감독, 제작자이기도 하다. 그는 1980년대 텔레비전 쇼 《피위의 플레이하우스》에서 "카우보이 커티스" 역, SF 영화 《매트릭스》 시리즈의 "모피어스" 역, 티나 터너의 생애를 그린 영화 《어제 오늘 그리고 내일》에서 아이크 터너 역을 맡은 것으로 가장 잘 알려졌다.
그는 또한 아프리카계 미국인 처음으로 오셀로 역을 맡은 배우가 되었다. 2008년부터 2011년까지 《CSI: 과학수사대》에서 레이먼드 랭스턴 박사 역을 맡았다.
1992년 《달리는 두 기차》 공연을 통해 토니상의 최고 주연상, 이듬해 텔레비전 드라마 《트라이베카》(TriBeCa) 출연을 통해 에미상의 특별 출연자상을 수상하였다.

## 어린 시절
조지아주 오거스타에서 중학교 수학과 과학 교사 어머니 해티 벨과 교도관 아버지 로런스 존 피시번 2세 사이에 태어났다. 어린 시절에 부모가 이혼하자, 피시번은 어머니를 따라 뉴욕 브루클린으로 이주하여 자라왔다. 그는 뉴욕의 링컨 스퀘어 아카데미(1980년대에 폐문)을 졸업하였다.

## 경력

### 1970년대
12세의 나이로 피시번은 1973년 ABC 연속 홈 드라마 《원 라이프 투 리브》에서 조슈아 홀의 묘사에 이어, 모드 스쿼드의 단기간 멤버로서 첫 직업을 구하였다. 텔레비전 시리즈 《굿타임스》에서 시초에 출연하였으나, 역이 결국 랠프 카터에게 넘어갔다. 피시번의 가장 기억나는 어린이 역은 《콘브레드, 얼과 나》(Cornbread, Earl and Me)에서 인기있는 고등학교 농구 스타를 쏜 경찰관을 목격한 어린 소년 역을 맡은 것이다.
피시번은 후에 프랜시스 포드 코폴라의 《지옥의 묵시록》(1979)에서 "미스터 클린"이란 별명을 가진 17세의 선원 역할을 맡았다. 1976년 3월 제작이 시작될 때 14세에 불과했지만 역을 맡기 위해 나이를 속였다. 그러나 결국 영화 제작에 많은 시간이 소모되어 실제로 제작이 완료된 시점에는 영화에서 맡은 역할과 같은 17세 소년이 되어있었다.

### 1980년대
1980년대에 들어서 피시번은 텔레비전 배우로 일하면서 종종 무대에서도 활약하였다. 비평적으로 찬사 받은 스티븐 스필버그의 영화 《컬러 퍼플》(1985)에서 작은 역을 맡았다. CBS 어린이 텔레비전 쇼 《피위의 플레이하우스》에서 카우보이 커티스 역을 맡고, 《매시》(M*A*S*H*)의 한 화에서 도시 상병 역을 맡기도 하였다. 1982년 《데스 위시 2》에서 "커터"라는 자객 역을 맡았고, 케빈 베이컨과 함께 《퀵실버》(1986)에도 나왔다. 그의 무대 활동은 뉴욕의 세컨드 스테이지 시어터에서 제작한 《쇼트 아이즈》(1984)와 《루지 엔드》(1987)를 포함한다.
1987년에 나이트메어 시리즈 3편 《나이트메어 3: 꿈의 전사》에서 병원의 잡역부 역을 맡기도 하였다. 1988년 아널드 슈워제네거와 제임스 벨루시 주연의 《레드 히트》에서 형사 반장 찰릿 스탑스 역으로 나왔다. 같은 해 스파이크 리 감독의 《스쿨 데이즈》에서 역사적 흑인 대학의 흑인 학생  "대프" 역을 맡았다.

### 1990년대
1990년 《킹 뉴욕》에서 지미 점프 역을 맡았고, 이듬해 존 싱글턴 감독의 《보이즈 앤 후드》에 출연하였다. 1993년 《어제 오늘 그리고 내일》에서 티나 터너의 남편 아이크 터너 역으로 처음 아카데미상 후보에 올랐다. 1995년 《캠퍼스 정글》에서 모리스 핍스 교수 역으로 이미지 상(Image Award)의 영화 부문 남우조연상을 수상하였다. 같은 해 폴 로브슨에 이어 오셀로 역을 맡은 두 번째 아프리카계 미국인 배우가 되었다.
1996년 《플레드》에서 스티븐 볼드윈과 함께 탈옥수로 나왔고, 이듬해 SF 공포 영화 《이벤트 호라이즌》에 샘 닐과 함께 출연하였다. 피시번은 《매트릭스》에서 키아누 리브스가 맡은 네오의 해커 조언자 모피어스 역으로 잘 알려졌다.

### 2000년대 ~ 현재
2001년 《오스모시스 존스》에서 스랙스(Thrax)의 음성을 제공하였다. 피시번은 매트릭스의 속편들에서 모피어스 역을 반복하였다. 힙합 그룹 스푹스(Spooks)의 노래 "Things I've Seen"(2000) 뮤직 비디오에서 들것 드는 사람으로 나왔고, 《미션 임파서블 3》에서 IMF 상관 시어도어 브래셀 역을 맡았다.
피시번은 앤절라 배싯과 함께 4개의 프로젝트에서 일하였다. 2006년 패서디나 플레이하우스에서 제작한 오거스트 윌슨의 《울타리》의 무대에 나왔다.
그는 2007년 3월 23일에 나온 닌자 거북이 영화 《닌자 거북이 TMNT》에서 내레이터의 음성을 제공하였다. 같은 해 《판타스틱 4: 실버 서퍼의 위협》에서 그 역의 음성을 제공하기도 하였다.
2월 24일 피시번은 해마다 열리는 소 컬처럴 리듬스에서 하버드 재단의 "올해의 아티스트 상"과 함께 명예를 얻었다. 그는 배우와 연예인으로서 자신의 무용과 자신의 인도주의 추구로 그 명예를 받았다. 피시번은 국제 연합 아동 기금의 대사이다. 케임브리지의 시장 케네스 리브스는 그를 도시에 건장을 수여하였고, 2월 24일을 도시의 "로렌스 피시번의 날"로 정하였다.
2008년 4월에 피시번은 《서드굿》의 브로드웨이 연극 제작에 돌아왔다. 그 작품은 4월 30일 부스 극장에서 개봉되었다. 8월 18일 윌리엄 피터슨이 《CSI》시리즈를 떠난 후 《CSI: 과학수사대》에 가입한다는 소식이 나왔다. 존 말코비치가 거기에 출연한다는 숙고되기도 하였다. 피시번은 9번째 시즌의 9번째 에피소드에 대학 교수이자, 병리 학자 역으로 출연하였다.
2009년 5월 피시번은 워싱턴 D.C.에서 전몰 장병 기념일의 콘서트에 나와 무대 위에서 상연하였다.
2010년에 《프레데터스》에 나오고, 이듬해 주드 로, 귀네스 팰트로, 맷 데이먼, 마리옹 코티야르와 함께 《컨테이젼》에 출연하였다.
또한 케네디 우주센터에서 서굿 마셜 역을 맡는 1인극에 출연하기도 하였다.
6월 11일에 피시번은 영화에 복귀하기 위하여 《CSI: 과학수사대》를 떠난다는 선언을 하였다. 8월 2일 크리스토퍼 놀런 제작, 잭 스나이더 감독의 《강철맨》에서 페리 화이트 역을 맡는 선언이 나왔다. 이것은 그 인물의 역이 아프리카계 미국인 처음으로 맡아지는 일이 되었다.

## 작품
- 《콘브레드, 얼과 나》 - 윌포드 로빈슨 역 (1975)
- 《패스트 브레이크》 - 거리의 아이 역 
 《지옥의 묵시록》 - 타이론 "클린" 밀러 역 (1979)
- 《윌리와 필》 - 윌슨 역 
 《전쟁의 헛소문》 - 라이트벌브 역 (1980)
- 《데스 위시 2》 - 커터 역 
 《이 사람들을 데려간]》 - 행크 존슨 역 (1982)
- 《메드가 에버스 이야기》 - 짐보 콜린스 역 
 《럼블 피시》 - 미제트 역 (1983)
- 《커튼 클럽》 - 범피 로즈 역 (1984)
- 《컬러 퍼플》 - 스웨인 역 (1985)
- 《퀵실버》 
 《밴드 어브 핸드》(1986)
- 《나이트메어 3: 꿈의 전사》 
 《돌의 정원》 - 플래니건 상사 역 
 《체리 2000》(1987)
- 《스쿨 데이즈》 - 대프 역 
 《레드 히트》 - 찰리 스탑스 반장 역 (1988)
- 《킹 뉴욕》 - 지미 점프 역 
 《보조》 - 스토크스 역 (1990)
- 《클래스 액션》 - 닉 홀브룩 역 
 《보이즈 앤 후드》 - 퓨리어스 스타일즈 역 (1991)
- 《딥 카버》(1992)
- 《어제 오늘 그리고 내일》 - 아이크 터너 역 (1993)
- 《캠퍼스 정글》 - 모리스 핍스 교수 역 
 《배드 컴퍼니》 - 넬슨 크로우 역 
 《저스트 커즈》 - 태니 브라운 역 
 《오델로》(1995)
- 《플레드》 - 파이퍼 역 (1996)
- 《에버스 여인의 아들들》 
 《사건의 수평선》 (1997)
- 《매트릭스》 - 모피어스 역 (1999)
- 《인생의 한 부분》(2000)
- 《오스모시스 존스》 - 스락스 역(2001)
- 《바이커 보이즈》 - 스모크 역 (2003)
- 《매트릭스 2》/《매트릭스 3》/《매트릭스: 리저렉션》 - 모피어스 역 
 《미스틱 리버》 - 와이티 파워스 역(2003)
- 《프리싱크트 13》 - 매리언 비숍 역 (2005)
- 《미션 임파서블 3》 - 시어도어 브래셀 역 
 《다섯개의 손가락》 - 아마트 역 
 《바비》 - 에드워드 역 (2006)
- 《21》 - 콜 윌리엄스 역 
 《분노의 나날들》 (2008)
- 《블랙 워터 트랜지트》(2009)
- 《프레데터스》(2010) - 놀랜드 역
- 《CSI: 과학수사대》 - 레이몬드 랭스턴 역(2010, 2011)
- 《서굿》 - 서굿 마셜 역 
 《컨테이젼》 - 엘리스 치버 의사 역 (2011)
- 《이벤트 호라이즌》 - 밀러 역
- 《러덜리스》 - 델 역 (2014)
- 《라이드 어롱》 (2014)
- 《한니발 시즌 2》 - 잭 크로포드 역 (2014)
- 《블랙키쉬 시즌 1》 (2014)
- 《한니발 시즌 3》 - 잭 크로포드 역 (2015)
- 《블랙키쉬 시즌 2 》 (2016)
- 《배트맨 대 슈퍼맨: 저스티스의 시작》 - 페리 화이트 역 (2016)
- 《패신저스》 - 거스 만쿠소 역 (2016)
- 《더 킬러: 소녀살인》 (2016) - 세이드 역
- 《뿌리》 - 알렉스 헤일리 역(2016)
- 《더 스노위 데이》 (2016)
- 《존 윅: 리로드》 - 보워리 왕 역 (2017)
- 《라스트 플래그 플라잉》 (2017)
- 《앤트맨 앤 와스프》 (2018) - 빌 포스터 박사 역
- 《존 윅 3: 파라벨룸》 (2019) - 바워리 킹 역
- 《어디갔어, 버나뎃》 (2019) - 폴 젤리넥 역
- 《마약기생충》 (2019) - 더 맨 역
- 《아이스 로드》 (2021) - 골든로드 역
- 《트랜스포머 ONE》 (2024) - 알파 트라이온 역 (목소리)
- 《아마추어》 (2025) - 핸더슨 역